# Peter Nielsen (skuespiller)
 Der er flere personer med dette navn, se Peter Nielsen.
 Ikke at forveksle med N.P. Nielsen.
Niels Peter Nielsen (2. december 1876 i Haldum – 26. september 1949 i København) var en dansk teater-, film- og radioskuespiller samt manuskriptforfatter.
Han fik sin scenedebut den 1. november 1900 på Randers Teater, og kom derefter omkring 1. verdenskrig til København, hvor han optrådte på Dagmarteatret. Bl.a. spillede han her Gruesen i uropførelsen af Soyas stykke Parasitterne. Senere i livet turnerede han igen på forskellige provinsteatre og sluttede teaterkarrieren på Odense Teater.
Han fik sin filmdebut i 1909 og spillede herefter med i en lang række stum- og tonefilm, alle på nær et for enten Nordisk Film eller Fotorama. Han havde sin storhedstid i stumfilmenes ære, men fortsatte med at lave film helt op til et par år før sin død. Hans udseende gjorde, at han ofte blev castet til skurkeroller.  Hans sidste film var Hatten er sat fra 1947.
Ved sinde af teater- og filmskuespillet blev han tillige en meget brugt radioskuespiller. Og var desuden medstifter af Skuespillerforbundet, hvor han også var formand i perioden 1922-24
Peter Nielsen døde den 26. september 1949 på Bispebjerg Hospital i København som følge af dårligt hjerte, og ligger begravet på Assistens Kirkegård.

## Filmografi

### Som skuespiller
| Stumfilm: - Massösens offer (som J. Nathan, pengeudlåner; instruktør Alfred Lind, 1910 - Sverige) - Den hvide slavehandel (instruktør Alfred Cohn, 1910) - En hjemløs Fugl (som dr. Dyring; instruktør Gunnar Helsengreen, 1911) - Den hvide slavehandels sidste offer (som brutal bandit; instruktør August Blom, 1911) - Venus (som varieté-direktøren; instruktør Gunnar Helsengreen, 1911) - Københavnerliv (som Peter Kneiberg; ubekendt instruktør, 1911) - Mormonbyens Blomst (som Jens Olsen, landsbysmed; ubekendt instruktør, 1911) - Shanghai'et (som Brown, sømandspræst; instruktør Eduard Schnedler-Sørensen, 1912) - Ellen (som Hans Holm, Ellens fætter; instruktør Svend Muus, 1912) - Menneskejægere (som "Spillernes Skræk", en opdager; ubekendt instruktør, 1912) - Dødssejleren (som Skibsreder Staal; instruktør Alfred Lind, 1912) - Atlantis (instruktør August Blom, 1913) - Fæstningsspioner (som Kommandant Rainau; ubekendt instruktør, 1913) - Under Mindernes Træ (instruktør Holger-Madsen, 1913) - Skyldig? - ikke skyldig? (instruktør Karl Ludwig Schröder, 1914) - Bagerstrædes Hemmelighed (som Eriksen; instruktør Alfred Cohn, 1914) - Proletargeniet (som Ellens Fader; instruktør Gunnar Helsengreen, 1914) - Det Syndens Barn! (som Forpagter Walther; ubekendt instruktør, 1914) - Med 100 Hestes Kraft (som Philipson, automobilfabrikant; ubekendt instruktør, 1914) - Oldtid og Nutid (som Jægermester Grøn; instruktør Lau Lauritzen Sr., 1915) - Elskovs Tornevej (som Godsejer Juhl; instruktør Gunnar Helsengreen, 1915) - Menneskeskæbner (instruktør Gunnar Helsengreen, 1915) - Filmens Datter (som mr. Watson, artistagent, Roses plejefar; instruktør Hjalmar Davidsen, 1916) - I Livets Brænding (instruktør Holger-Madsen, 1916) - Rovedderkoppen (som Asbjørn Krag, detektiv; instruktør August Blom, 1916) - Livets Genvordigheder (som Jimmy Bryder; instruktør Alexander Christian, 1916) - Manden med de ni Fingre III (som Wendla, direktør for "Titus"; instruktør A.W. Sandberg, 1916) - Hendes Fortid (som Williams, en skovarbejder; instruktør A.W. Sandberg, 1916) - Kornspekulantens Forbrydelse (som von Jacob, medlem af korntrusten; instruktør Robert Dinesen, 1916) - Sønnen (som Veksellerer Wullf; instruktør August Blom, 1916) - Penge (som Gundermann, bankier; instruktør Karl Mantzius, 1916) - Pigen fra Palls (som James Murray, toldsergent; instruktør Eduard Schnedler-Sørensen, 1917) - Den mystiske Selskabsdame (som Asbjørn Krag, detektiv; instruktør August Blom, 1917) - Fange Nr. 113 (som "Spanske Smith"; instruktør Holger-Madsen, 1917) - Fiskerlejets Datter (som Søren Kruse, lods og fisker; instruktør Hjalmar Davidsen, 1917) - Naar Hjertet sælges (som Thomas, Jacobs bror, distriktsdommer; instruktør Martinius Nielsen, 1917) | - Brændte Vinger (som proprietær West, Agnes' far; instruktør Emanuel Gregers, 1917) - Lydia (som Steinwalt, bankdirektør; instruktør Holger-Madsen, 1918) - Ansigtet i Floden (instruktør Hjalmar Davidsen, 1918) - Krondiamanten (som Rajahen af Tamaris; instruktør Emanuel Gregers, 1918) - De mystiske Fodspor (som Sverre Bjerke, forvalter; instruktør A.W. Sandberg, 1918) - Krig og Kærlighed (som Oberst Marenski; instruktør Holger-Madsen, 1918) - Manden med Arret (instruktør A.W. Sandberg, 1918) - Præsidenten (som offentlig anklager; instruktør Carl Th. Dreyer, 1919) - Grevindens Ære (som Hotte; instruktør August Blom, 1919) - Gillekop (som Jesper Nørholm, godsejer; instruktør August Blom, 1919) - Jefthas dotter (som Gustav Aho, morder; instruktør Robert Dinesen, 1919- Sverige) - Den Æreløse (som direktør Phillipthal; instruktør Holger-Madsen, 1919) - Lykkelandet (som Old Apple, Fårkongens tjener; instruktør Emanuel Gregers, 1919) - Krigsmillionæren (instruktør Emanuel Gregers, 1919) - Kærlighedsvalsen (som kusken på Borghjælm; instruktør A.W. Sandberg, 1920) - Den flyvende Hollænder, I-IV (som storinkvisitoren (afsnit: IV); instruktør Emanuel Gregers, 1920) - Vor fælles Ven (som Bradley Headstone; instruktør A.W. Sandberg, 1921) - Hendes Fortid (som konseilspræsident Stresinger; instruktør Fritz Magnussen, 1921) - Jafet, der søger sig en Fader, I-IV (som Melchior, zigeunerhøvding; instruktør Emanuel Gregers, 1922) - Store Forventninger (som smedesvenden Dolge Orlick; instruktør A.W. Sandberg, 1922) - Den sidste af Slægten (som strandfogeden; instruktør Emanuel Gregers, 1922) - Præsten i Vejlby (som Morten Bruus til Ingvorstrup; instruktør August Blom, 1922) - Lasse Månsson fra Skaane (som Korporal Pintz; instruktør A.W. Sandberg, 1923) - Madsalune (som Kammerråd Halberg; instruktør Emanuel Gregers, 1923) - Nedbrudte Nerver (som etatsråd Sparre, Grethes far; instruktør A.W. Sandberg, 1923) - Den sidste Dans (som oberst Brüde; instruktør A.W. Sandberg, 1923) - Paa Slaget 12 (som overretssagfører Erland; instruktør A.W. Sandberg, 1923) - Livets Karneval (som Leonid Ivanoff, en landflygtig russer; instruktør Laurids Skands, 1923) - Lille Dorrit (som Rigaud; instruktør A.W. Sandberg, 1924) - Morænen (som Lehnsmanden Thor Brekanæs; instruktør A.W. Sandberg, 1924) - Fra Piazza del Popolo (som Brandt; instruktør A.W. Sandberg, 1925) - Det store Hjerte (som Lars Skov; instruktør August Blom, 1925) - Klovnen (instruktør A.W. Sandberg, 1926) - Lykkehjulet (som advokat Ring; instruktør Urban Gad, 1926) - Grænsefolket (som kaptajn Sternmayer, amtsforstander; instruktør Eduard Schnedler-Sørensen, 1927) - Die weisse Geisha (som direktør Sanders; instruktør Heinz Karl Heiland, Valdemar Andersen, 1927; tysk/dansk) | Tonefilm: - Den store Dag (som Sognerådsforman i forsørgelseskommunen; instruktør Olaf Fønss, 1930) - Under den gamle fane (instruktør Olaf Fønss, 1932) - Saa til søs (som entreprenør Gravenkop; instruktør Emanuel Gregers, 1933) - Flugten fra millionerne (som onkel; instruktør Paul Fejos, 1934) - Mille, Marie og mig (som Henrik Løve, direktør; instruktør Emanuel Gregers, 1937) - Bolettes brudefærd (som gårdejer Enevoldsen, sognerådsformand; instruktør Emanuel Gregers, 1938) - Kongen bød (som Ridefogeden; instruktør Svend Methling, 1938) - Komtessen paa Steenholt (som Eskildsen, bankdirektør; instruktør Emanuel Gregers, 1939) - I de gode gamle dage (som guldsmed Rane Tophugger; instruktør Johan Jacobsen, 1940) - Vagabonden (som kriminalassistent Humlebæk; instruktør Arne Weel, 1940) - En mand af betydning (som tømrermester Skjoldager; instruktør Emanuel Gregers, 1941) - Det brændende spørgsmaal (som retsformanden; instruktør Alice O'Fredericks, 1943) - Mordets melodi (som Baunsøe, kriminalassistent; instruktør Bodil Ipsen, 1944) - Besættelse (som Sagføreren; instruktør Bodil Ipsen, 1944) - Biskoppen (som Mikkelsen, gårdejer; instruktør Emanuel Gregers, 1944) - Guds mærkelige veje (som mesteren; instruktør Miskow Makwarth, 1944) - Hatten er sat (som Axel Heiberg, seniorchef; instruktør John Price, 1947) |

### Som manuskriptforfatter
- Gar el Hama V (instruktør Robert Dinesen, 1918)
- En Kunstners Gennembrud (instruktør Holger-Madsen, 1919)